# Jukamienskoje
Jukamienskoje (ros. Юкаменское) – wieś (sieło) w Rosji, w Udmurcji, ośrodek administracyjny rejonu jukamieńskiego. W 2010 liczyła 4104 mieszkańców.